# Smolikas
Smolikas (gr. Σμόλικας, arumuński Smolcu) 2637 m n.p.m. – góra w północno-zachodniej Grecji, najwyższa w górach Pindos, druga (po masywie Olimpu) pod względem wysokości w kraju.
Zbudowany ze skał osadowych; w plejstocenie częściowo pokryty zlodowaceniem. Zbocza porośnięte lasami sosnowymi i świerkowymi, w wyższych partiach – trawami i krzewami.